# Konotop
Konotop (ucraïnès: Конотоп) és una ciutat del nord-est d'Ucraïna dins la província de Sumi. Té 87.099 habitants (2018). La ciutat es troba a la riba del riu Iezutx que és un afluent del Seim.
Konotop és un important centre industrial i un important centre de transport.

## Història
Konotop va ser fundada al segle xvii pels cosacs ucraïnesos. Konotop va tenir l'estatus de ciutat l'any 1648. A l'any 1659 va ocórrer la batalla de Konotop prop de la ciutat. El 1868 hi arribà el ferrocarril. Durant la II Guerra Mundial, igual que va succeir amb part d'Ucraïna, Konotop va ser voltada per l'exèrcit alemany fins al 6 de setembre de 1943.

## Demografia
En termes generals, l'evolució de la població de la ciutat mostra un progressiu increment demogràfic fins a 1992. A partir de llavors la ciutat, la població de la ciutat va començar a decréixer.

## Ciutats agermanades
- Mezdra, Bulgària (2012)
- Krasnohorivka, Ucraïna (2016)